# مایکل هانتر (آهنگساز)
مایکل هانتر (به انگلیسی: Michael Hunter) آهنگساز و نوازنده اسکاتلندی اهل گلاسکو است که تم سانگ‌های اتومبیل‌دزدی بزرگ: سن آندریاس و اتومبیل‌دزدی بزرگ ۴ را ساخته‌است.
او همچنین موزیک‌هایی را با نام مستعار پابلو منتشر کرده‌است.